# Tiream
Tiream là một xã thuộc hạt Satu Mare, România. Dân số thời điểm năm 2002 là 2375 người.